# Vkhodnoy Island
Vkhodnoy Island (russisch Остров Входной Ostrow Wchodnoi, deutsch ‚Einfahrtsinsel‘) ist eine kleine Insel vor der Küste des ostantarktischen Königin-Marie-Lands. In der Gruppe der Haswell-Inseln liegt sie 0,8 km südwestlich der Tokarew-Insel und 2,2 km nordwestlich des Mabus Point.
Luftaufnahmen der US-amerikanischen Operation Highjump (1946–1947) dienten ihrer Kartierung. Sowjetische Wissenschaftler nahmen 1956 eine neuerliche Kartierung vor und benannten sie. Namensgebend ist wahrscheinlich der Umstand, dass die Insel vermutlich an der Einfahrt der Schiffsroute vom Mabus Point zur Mirny-Station liegt. Das Advisory Committee on Antarctic Names übertrug die russische Benennung 1968 in einer Teilübersetzung ins Englische.